# Campylophyllum lacerulum
Campylophyllum lacerulum là một loài Rêu trong họ Hypnaceae. Loài này được (Mitt.) Hedenäs mô tả khoa học đầu tiên năm 1997.